# Dezghingea
Dezghingea (pronuncia [dez'ginʤe̯a], gag.: Dezgincä, Дезгинӂӓ, in romeno Дезгинӂя, in russo, Дезгинжа, transliterazione: Dezginža) è un comune della Moldavia situato nella Gagauzia di 5 252 abitanti al censimento del 2004.

## Società

### Evoluzione demografica
In base ai dati del censimento, la popolazione è così divisa dal punto di vista etnico:
| Etnia       | Abitanti | %     |
| ----------- | -------- | ----- |
| Moldavi     | 158      | 3.01  |
| Ucraini     | 33       | 0,63  |
| Russi       | 67       | 1,29  |
| Gagauzi     | 4.963    | 94,50 |
| Bulgari     | 14       | 0,27  |
| Rumeni      | 0        | 0     |
| Altre etnie | 17       | 0,32  |

## Infrastrutture e trasporti
A Dezghingea c'è una stazione ferroviaria Halta Dezghingea che si trova ad un'altitudine di 79 m s.l.m. Questa stazione ha anche il nome russo - Станция Дезгинжены. La 	
linea ferroviaria porta a Căușeni.